# 23e étape du Tour de France 1986
La 23e étape du Tour de France 1986 est une étape qui a eu lieu le dimanche 27 juillet 1986 entre Cosne-Cours-sur-Loire et Paris, en France, sur une distance de 255 km. Elle a été remportée par l'Italien Guido Bontempi. L'Américain Greg LeMond remporte la 73e édition du Tour de France à l'issue de l'étape.

## Classement de l'étape
| \| Classement de l'étape \| Classement de l'étape \| Classement de l'étape \| Classement de l'étape \| Classement de l'étape \| \| Coureur \| Coureur \| Pays \| Équipe \| Temps \| \| --------------------- \| --------------------- \| --------------------- \| ---------------------- \| --------------------- \| \| 1er \| Guido Bontempi \| Italie \| Carrera-Inoxpran \| \| \| 2e \| Jozef Lieckens \| Belgique \| Lotto-Joker \| \| \| 3e \| Eric Vanderaerden \| Belgique \| Panasonic-Merckx-Agu \| \| \| 4e \| Bernard Hinault \| France \| La Vie claire-Radar \| \| \| 5e \| Frank Hoste \| Belgique \| Fagor \| \| \| 6e \| Steve Bauer \| Canada \| La Vie claire-Radar \| \| \| 7e \| Régis Simon \| France \| RMO-Cycles Méral-Mavic \| \| \| 8e \| Nico Emonds \| Belgique \| Superconfex-Yoko \| \| \| 9e \| Guido Van Calster \| Belgique \| Zor-BH \| \| \| 10e \| Francis Castaing \| France \| RMO-Cycles Méral-Mavic \| \| |                   |          |                        |       |
| |                   |          |                        |       |
| |                   |          |                        |       |
| Classement de l'étape |                   |          |                        |       |
| Coureur | Coureur           | Pays     | Équipe                 | Temps |
| 1er | Guido Bontempi    | Italie   | Carrera-Inoxpran       |       |
| 2e | Jozef Lieckens    | Belgique | Lotto-Joker            |       |
| 3e | Eric Vanderaerden | Belgique | Panasonic-Merckx-Agu   |       |
| 4e | Bernard Hinault   | France   | La Vie claire-Radar    |       |
| 5e | Frank Hoste       | Belgique | Fagor                  |       |
| 6e | Steve Bauer       | Canada   | La Vie claire-Radar    |       |
| 7e | Régis Simon       | France   | RMO-Cycles Méral-Mavic |       |
| 8e | Nico Emonds       | Belgique | Superconfex-Yoko       |       |
| 9e | Guido Van Calster | Belgique | Zor-BH                 |       |
| 10e | Francis Castaing  | France   | RMO-Cycles Méral-Mavic |       |

## Classements à l'issue de l'étape

### Classement général
| \| Classement général \| Classement général \| Classement général \| Classement général \| Classement général \| \| Coureur \| Coureur \| Pays \| Équipe \| Temps \| \| ------------------ \| ------------------ \| ------------------ \| ------------------- \| ------------------ \| \| 1er \| Greg LeMond \| États-Unis \| La Vie claire-Radar \| \| \| 2e \| Bernard Hinault \| France \| La Vie claire-Radar \| \| \| 3e \| Urs Zimmermann \| Suisse \| Carrera-Inoxpran \| \| \| 4e \| Andrew Hampsten \| États-Unis \| La Vie claire-Radar \| \| \| 5e \| Claude Criquielion \| Belgique \| Hitachi-Marc \| \| \| 6e \| Ronan Pensec \| France \| Peugeot-Shell \| \| \| 7e \| Niki Rüttimann \| Suisse \| La Vie claire-Radar \| \| \| 8e \| Álvaro Pino \| Espagne \| Zor-BH \| \| \| 9e \| Steven Rooks \| Pays-Bas \| PDM-Ultima-Concorde \| \| \| 10e \| Yvon Madiot \| France \| Système U \| \| |                    |            |                     |       |
| |                    |            |                     |       |
| |                    |            |                     |       |
| Classement général |                    |            |                     |       |
| Coureur | Coureur            | Pays       | Équipe              | Temps |
| 1er | Greg LeMond        | États-Unis | La Vie claire-Radar |       |
| 2e | Bernard Hinault    | France     | La Vie claire-Radar |       |
| 3e | Urs Zimmermann     | Suisse     | Carrera-Inoxpran    |       |
| 4e | Andrew Hampsten    | États-Unis | La Vie claire-Radar |       |
| 5e | Claude Criquielion | Belgique   | Hitachi-Marc        |       |
| 6e | Ronan Pensec       | France     | Peugeot-Shell       |       |
| 7e | Niki Rüttimann     | Suisse     | La Vie claire-Radar |       |
| 8e | Álvaro Pino        | Espagne    | Zor-BH              |       |
| 9e | Steven Rooks       | Pays-Bas   | PDM-Ultima-Concorde |       |
| 10e | Yvon Madiot        | France     | Système U           |       |